# París-Niza 1987
La París-Niza 1987 fue la edición número 45 de la carrera, que estuvo compuesta de ocho etapas y un prólogo disputados del 8 al 15 de marzo de 1987. Los ciclistas completaron un recorrido de 1173 km con salida en París y llegada a Col d'Èze, en Francia. La carrera fue vencida por el irlandés Sean Kelly, que fue acompañado en el podio por los franceses Jean-François Bernard (Toshiba-Look) y Laurent Fignon (Système U). 
Sean Kelly consiguió su sexta París-Niza consecutiva superando el récord de cinco victorias de Jacques Anquetil.

## Resultados de las etapas
| Etapa                  | Fecha       | Recorrido                                   | km     | Ganador                | Líder                  |
| ---------------------- | ----------- | ------------------------------------------- | ------ | ---------------------- | ---------------------- |
| Prólogo                | 8 de marzo  | París (CRI)                                 | 5.5 km | Jean-Luc Vandenbroucke | Jean-Luc Vandenbroucke |
| 1.ª etapa              | 9 de marzo  | Champigny-sur-Yonne (CRE)                   | 47 km  | Carrera Jeans-Vagabond | Stephen Roche          |
| 2.ª etapa              | 10 de marzo | Chalon-sur-Saône-Saint-Étienne              | 203 km | Eddy Planckaert        | Stephen Roche          |
| 3.ª etapa              | 11 de marzo | Saint-Étienne-Mont Ventoux (Chalet Reynard) | 244 km | Sean Kelly             | Stephen Roche          |
| 4.ª etapa              | 12 de marzo | Miramas-Mont Faron                          | 193 km | Jean-François Bernard  | Jean-François Bernard  |
| 5.ª etapa              | 13 de marzo | Toulon-Saint-Tropez                         | 208 km | Laurent Fignon         | Stephen Roche          |
| 6.ª etapa              | 14 de marzo | Saint-Tropez -Mandelieu-la-Napoule          | 155 km | Jean-Claude Bagot      | Stephen Roche          |
| 7.ª etapa, 1.er sector | 15 de marzo | Mandelieu-la-Napoule-Niza                   | 104 km | Laurent Fignon         | Sean Kelly             |
| 7.ª etapa, 2.º sector  | 15 de marzo | Niza-Col d'Èze (CRI)                        | 10 km  | Stephen Roche          | Sean Kelly             |

## Etapas

### Prólogo
8-03-1987. París, 5.5 km. CRI
|   | Ciclista               | Equipo                 | Tiempo |
| - | ---------------------- | ---------------------- | ------ |
| 1 | Jean-Luc Vandenbroucke | Kas                    | 7' 08" |
| 2 | Thierry Marie          | Système U              | + 1"   |
| 3 | Stephen Roche          | Carrera Jeans-Vagabond | + 7"   |

### 1.ª etapa
9-03-1987. Champigny-sur-Yonne, 47 km. (CRE)
|   | Equipo                 | Tiempo  |
| - | ---------------------- | ------- |
| 1 | Carrera Jeans-Vagabond | 58' 04" |
| 2 | Système U              | + 19"   |
| 3 | Kas                    | + 28"   |

### 2.ª etapa
10-03-1987. Chalon-sur-Saône-Saint-Étienne 203 km.
|   | Ciclista        | Equipo            | Tiempo     |
| - | --------------- | ----------------- | ---------- |
| 1 | Eddy Planckaert | Panasonic-Isostar | 5h 28' 18" |
| 2 | Sean Kelly      | Kas               | m. t.      |
| 3 | Sean Yates      | Fagor-MBK         | m. t.      |

### 3.ª etapa
11-03-1987. Saint-Étienne-Mont Ventoux (Chalet Reynard) 244 km.
|   | Ciclista      | Equipo                 | Tiempo     |
| - | ------------- | ---------------------- | ---------- |
| 1 | Sean Kelly    | Kas                    | 7h 45' 52" |
| 2 | Stephen Roche | Carrera Jeans-Vagabond | m. t.      |
| 3 | Ronan Pensec  | Z-Peugeot              | + 9"       |

### 4.ª etapa
12-03-1987. Miramas-Mont Faron, 193 km.
|   | Ciclista              | Equipo       | Tiempo     |
| - | --------------------- | ------------ | ---------- |
| 1 | Jean-François Bernard | Toshiba-Look | 5h 25' 12" |
| 2 | Thierry Marie         | Système U    | + 1' 32"   |
| 3 | Pedro Muñoz           | Fagor-MBK    | + 3' 00"   |

### 5.ª etapa
13-03-1987. Toulon-Saint-Tropez, 208 km.
|   | Ciclista       | Equipo    | Tiempo     |
| - | -------------- | --------- | ---------- |
| 1 | Laurent Fignon | Système U | 5h 03' 54" |
| 2 | Sean Kelly     | Kas       | + 7"       |
| 3 | Eric Boyer     | Système U | m. t.      |

### 6.ª etapa
14-03-1987. Saint-Tropez-Mandelieu-la-Napoule, 155 km.
|   | Ciclista          | Equipo               | Tiempo     |
| - | ----------------- | -------------------- | ---------- |
| 1 | Jean-Claude Bagot | Fagor-MBK            | 4h 24' 55" |
| 2 | Jacques Decrion   | Kas                  | + 12"      |
| 3 | Patrice Esnault   | R.M.O.-Mavic-Liberia | + 1' 46"   |

### 7.ª etapa,1.ersector
15-03-1987. Mandelieu-la-Napoule-Niza, 104 km.
Roche perd la primera posició en la general per culpa d'una punxada.
|   | Ciclista              | Equipo       | Tiempo     |
| - | --------------------- | ------------ | ---------- |
| 1 | Laurent Fignon        | Système U    | 2h 58' 56" |
| 2 | Sean Kelly            | Kas          | + 3"       |
| 3 | Jean-François Bernard | Toshiba-Look | + 19"      |

### 7.ª etapa, 2.º sector
15-03-1987. Niza-Col d'Èze, 10 km. CRI
|   | Ciclista              | Equipo                 | Tiempo  |
| - | --------------------- | ---------------------- | ------- |
| 1 | Stephen Roche         | Carrera Jeans-Vagabond | 19' 47" |
| 2 | Sean Kelly            | Kas                    | + 10"   |
| 3 | Jean-François Bernard | Toshiba-Look           | + 19"   |

## Clasificaciones finales

### Clasificación general
| Pos. | Ciclista              | Equipo                 | Tiempo      |
| ---- | --------------------- | ---------------------- | ----------- |
|      | Sean Kelly            | Kas                    | 31h 18' 46" |
| 2    | Jean-François Bernard | Toshiba Look           | + 1' 07"    |
| 3    | Laurent Fignon        | Système U              | + 1' 10"    |
| 4    | Stephen Roche         | Carrera Jeans-Vagabond | + 1' 17"    |
| 5    | Eric Boyer            | Système U              | + 2' 01"    |
| 6    | Jean-Claude Bagot     | Fagor-MBK              | + 3' 49"    |
| 7    | Ronan Pensec          | Z-Peugeot              | + 4' 59"    |
| 8    | Urs Zimmermann        | Carrera Jeans-Vagabond | + 5' 38"    |
| 9    | Iñaki Gastón          | Kas                    | + 6' 27"    |
| 10   | Claude Criquielion    | Hitachi                | + 6' 45"    |